# Distrito de Groß-Gerau
Groß-Gerau (en alemán: Kreis Groß-Gerau), también escrito como Gross-Gerau, es un distrito ubicado en el estado federado de Hessia, en Alemania. Los distritos vecinos al norte son la ciudad libre de Wiesbaden, el distrito de Meno-Taunus, la ciudad libre de Fráncfort del Meno, al este los distritos de Offenbach y Darmstadt-Dieburg, al sur limita con el distrito de Bergstraße y al oeste con el Rin como su frontera natural. A la izquierda del Rin se encuentra los distritos de Alzey-Worms y Maguncia-Bingen, en el estado federado de Renania-Palatinado, así como la ciudad de Maguncia.

## Geografía
El distrito cae en la parte superior del Rheingraben. El río Meno se encuentra al norte, el río Rin en su frontera oeste y allí se tienen los paisaje de Odenwald. La montaña más alta del territorio es el Oberwaldberg con una altura de 145 m, el Mörfelden.

## Ciudades y comunidades
(Habitantes a 30 de junio de 2005)
| - 1. Gernsheim (9.603) - 2. Ginsheim-Gustavsburg (16.103) - 3. Groß-Gerau (23.538) - 4. Kelsterbach (13.854) - 5. Mörfelden-Walldorf (33.348) - 6. Raunheim (13.933) - 7. Riedstadt (21.408) - 8. Rüsselsheim am Main, ciudad con estus inferior (59.457) | - 1. Biebesheim am Rhein (6.544) - 2. Bischofsheim (12.279) - 3. Büttelborn (13.343) - 4. Nauheim (10.226) - 5. Stockstadt am Rhein (5.779) - 6. Trebur (12.909) |